# Kolozsvári mozik listája
Ez a lap a még működő és már megszűnt kolozsvári mozikat tartalmazza.

## A második világháború után működő mozik
| Kép | Név                          | Cím                                           | Megnyílt              | Megjegyzés |
| --- | ---------------------------- | --------------------------------------------- | --------------------- | --- |
|     | Arta (Művész)                | Str. Universității nr. 3                      | 1913. október 30.     | eredetileg Egyetem, a két világháború között Select, 1940–1945 között Egyetem, a második világháború után Select, Maxim Gorkij, Tineretului, majd Arta; 2012-ben bezárt, 2019-ben nyílt meg ismét. |
|     | Cinema City (Iulius Mall)    | Str. Alexandru Vaida Voievod nr. 53-55        | 2010. szeptember 24.  | |
|     | Cinema City (VIVO!)          | Szászfenes, Str. Avram Iancu nr. 492-500      | 2009. január 30.      | |
|     | Dacia                        | Str. Bucegi nr. 11B                           | 1981                  | az 1990-es évek közepén bezárt; 2016. május 19-én újra megnyitották |
|     | Favorit (Uránia)             | Str. Horea nr. 6                              | 1910. december 10.    | eredetileg Apolló, a két világháború között Uránia, 1943–1945 között Árpád, 1945-től ismét Uránia, az 1948-as államosítás után 23 August, 1990-től Favorit; 2005–2006 körül bezárt                 |
|     | Florin Piersic               | Piaţa Mihai Viteazul nr. 11                   | 1963                  | eredetileg Republica/Köztársaság, 2011. január 26. óta Florin Piersic nevét viseli |
|     | Mărăști                      | Str. Aurel Vlaicu nr. 3                       | 1980-as évek eleje    | az 1990-es években bezárt, 2011-ben újra megnyitották |
|     | Muncitoresc (Munkás)         | Str. Sindicatelor 7.                          | 1920-as évek          | Munkás, később Rio, 1943–1945 között Rákóczi, 1945 után ismét Rio, 1948-tól Muncitoresc, 1990 után bezárták, 2002-ben az épületet lebontották                                                      |
|     | Steaua Roșie (Vörös Csillag) | Str. Ploiesti (Hosszú) utca 51.               | 1933-ban már létezett | eredetileg Edison, 1943–1945 között Erdély, 1945-ben Edison, 1946-ban Corso, 1948-tól Steaua Roșie, az 1990-es évek eleje óta nem működik                                                          |
|     | Timpuri Noi (Új Idők)        | Piaţa Uniriii nr. 24                          | 1945 után             | eredetileg Fórum, az 1948-as államosítás után Timpuri Noi, 1990 óta nem működik |
|     | Victoria (Győzelem)          | B-dul Eroilor nr. 51                          | 1931                  | eredetileg Royal, 1943-tól Corvin, 1945-ről Royal, majd Popular, Maxim Gorkij, 1964-től Victoria                                                                                                   |
|     | Progresul (Haladás)          | Piaţa Unirii nr. 30 (a Bánffy-palota udvarán) | 1920-as évek          | eredetileg Corso, 1940-től Capitol, 1942-től Mátyás király, 1945-től Capitol, 1964-től Progresul, 1971-ben lebontották                                                                             |

## A második világháború előtt bezárt mozik
| Kép | Név     | Cím                                        | Megnyílt              | Megjegyzés                                          |
| --- | ------- | ------------------------------------------ | --------------------- | --------------------------------------------------- |
|     | Apolló  | Wesselényi utca 17.                        | 1906. április 6.      | Mezei szálloda éttermében; 1908. januárban megszűnt |
|     | Apolló  | Hunyadi tér 5.                             | 1907                  | a Wesselényi utcai Apolló fiókja                    |
|     | Apolló  | Fő tér 26.                                 | 1908. február 2.      |                                                     |
|     | Deák    | Deák Ferenc utca 30.                       | 1913                  | rövid időn belül megszűnt                           |
|     | Edison  | Fő tér 20.                                 | 1914-ben már működött |                                                     |
|     | Párizsi | Fő tér 26.                                 | 1907. március 9.      | kilenc hónap után csődbe ment                       |
|     | Olimpia | Deák Ferenc utca 30.                       | 1913. január 1.       | 1913. májusban megszűnt                             |
|     | Opera   |                                            |                       | 1938-ból van adat                                   |
|     | Színkör | Nyári színkör                              | 1912. október 1.      |                                                     |
|     | Thalia  |                                            |                       | 1938-ból van adat                                   |
|     | Uranus  | a Nagysétatér sarok „Újvilág” helyiségében | 1907. május 8.        | az épület ma már nem létezik                        |